# Dymitr Twerski
Dymitr Michajłowicz Twerski, znany też jako Dymitr Groźnooki lub Dymitr Groźne Oczy (ros. Дми́трий Миха́йлович Тверcко́й; ur. 15 października 1299, zm. 15 września 1325 roku w Saraju) – książę twerski od 1318 roku do śmierci, wielki książę włodzimierski od 1322 roku do śmierci jako Dymitr II.
Był synem Michała Twerskiego, wielkiego księcia nowogrodzkiego oraz księcia twerskiego, oraz jego drugiej żony, św. Anny Kaszyńskiej, córki Dymitra Borysowicza, księcia rostowskiego. Wśród jego młodszych braci byli książęta: twerski i włodzimierski Aleksander twerski (1253-64), od którego wywodzą się linie Rurykowiczów władające Twerem i Chełm Nowogrodzkim, twerski (1327-37) Konstantyn, od którego wywodziła się linia władająca Dorogobużem i Wasyl, od którego pochodziła linia panująca nad Kaszyniem.
Podobnie jak swój ojciec, Dymitr starał się o jarłyk na wielkie księstwo włodzimierskie od chana, który upoważniał do zbierania podatków na całej Rusi i tym samym dawał realną siłę polityczną. Jednak jarłyk został odebrany jego ojcu w 1317 i przekazany Jerzemu Moskiewskiemu. Na skutek machinacji nowego wielkiego księcia włodzimierskiego i śmierci siostry chana, która dostała się do niewoli Michała, ten został zamordowany na rozkaz chana Ozbega w 1318. Od tego czasu Dymitr, który został księciem twerskim, i jego młodszy brat Aleksander walczyli z Jerzym Moskiewskim. W 1322 roku Dymitr doniósł chanowi, że wielki książę włodzimierski zatrzymuje dla siebie znaczną część zbieranego dlań trybutu, przez co Ozbeg odebrał jego rywalowi ten tytuł i to Dymitrowi dał jarłyk. Jerzy oczekiwał na sprawiedliwy proces przed chanem, lecz w międzyczasie został zamordowany przez konkurenta 1324 roku. Osiem miesięcy później to na Dymitrze dokonano egzekucji na rozkaz Ozbega.
Po bezdzietnie zmarłym Dymitrze władzę nad księstwem twerskim i wielkim księstwem włodzimierskim przejął Aleksander twerski. Brat zabitego Jerzego, Iwan I Kalita szukał zemsty na rodzie Dymitra i kazał zabić Aleksandra, 

## Małżeństwo i potomstwo
W 1320 roku poślubił Marię Litewską (1304/7-1349), córkę wielkiego księcia litewskiego Giedymina i prawdopodobnie Jewny. Małżeństwo nie doczekało się potomstwa. Po śmierci męża udała się do klasztoru, gdzie została zakonnicą i zmarła.